# Emakumeen Euskal Bira 2017
La 30e édition de l'Emakumeen Euskal Bira a lieu du 17 mai au 21 mai 2017. La course fait partie du calendrier international féminin UCI 2017 en catégorie 2.1.
La première étape est remportée au sprint par Marta Bastianelli. Le lendemain, Amanda Spratt et Ane Santesteban attaquent dans la fin de l'étape. Amanda Spratt bat sa compagnonne d'échappée et s'empare du maillot blanc. Sur la troisième étape, sa coéquipière Katrin Garfoot part à son tour en échappée et s'impose en solitaire. Elle prend la tête du classement général. La formation Orica-Scott confirme sa domination au sommet de la montée vers San Migel de Aralar avec la victoire d'Annemiek van Vleuten. Avec trois coureuses aux trois premières places du classement général, l'équipe semble avoir les clés de cette édition de l'Emakumeen Euskal Bira. Toutefois, Ashleigh Moolman attaque dans l'ascension de l'Alto de Jaizkibel et creuse un écart suffisant pour devenir la lauréate de cette édition 2017. Elle gagne également le classement par points et celui de la montagne. La révélation de cette course est sans conteste la Tchèque Nikola Nosková qui termine meilleure jeune. Orica-Scott est la meilleure équipe, Annemiek van Vleuten étant deuxième, Kartin Garfoot troisième et Amanda Spratt cinquième du classement général final.

## Équipes
| Équipes féminines professionnelles (15)- Alé Cipollini Galassia - Aromitalia Vaiano - BePink Cogeas - Bizkaia-Durango - Cervélo Bigla - Drops - FDJ-Nouvelle Aquitaine-Futuroscope - Giusfredi-Bianchi - Lointek - Orica-Scott - Parkhotel Valkenburg-Destil Cycling Team - SC Michela Fanini - Top Girls Fassa Bortolo - VéloCONCEPT Women - Team WNT Équipes nationales (2)- Espagne - Russie Équipe féminines amateur (4)- Edosof - Global-Podium - Jurado Técnico - Sportpublic |
| |

## Étapes
| Étape     | Date   | Villes étapes                                      | type              | Distance (km) | Vainqueur d'étape    | Leader du classement général |
| --------- | ------ | -------------------------------------------------- | ----------------- | ------------- | -------------------- | ---------------------------- |
| 1re étape | 17 mai | Iurreta – Iurreta                                  | étape de plaine   | 50            | Marta Bastianelli    | Marta Bastianelli            |
| 2e étape  | 18 mai | Markina-Xemein – Markina-Xemein                    | étape vallonnée   | 90,2          | Amanda Spratt        | Amanda Spratt                |
| 3e étape  | 19 mai | Antzuola – Antzuola                                | étape vallonnée   | 77,6          | Katrin Garfoot       | Katrin Garfoot               |
| 4e étape  | 20 mai | Etxarri Aranatz – sanctuaire de San Migel d'Aralar | étape de montagne | 58            | Annemiek van Vleuten | Katrin Garfoot               |
| 5e étape  | 21 mai | Errenteria – Errenteria                            | étape vallonnée   | 95,2          | Ashleigh Moolman     | Ashleigh Moolman             |

## Déroulement de la course

### 1reétape
Katie Archibald gagne le premier sprint intermédiaire de l'épreuve. En haut de la Cota de Miota, le deuxième sprint voit Cecilie Uttrup Ludwig passer en tête devant Ashleigh Moolman et Ane Santesteban. Ashleigh Moolman gagne ensuite le grand prix de monts de Cota de Altzibarra Auzoa devant Annemiek van Vleuten. Le peloton se scinde. Seules quarante coureuses font partie du premier groupe. La victoire est disputée au sprint et Marta Bastianelli s'impose.
| \| Classement de l'étape \| Classement de l'étape \| Classement de l'étape \| Classement de l'étape \| Classement de l'étape \| \| Coureuse \| Coureuse \| Pays \| Équipe \| Temps \| \| --------------------- \| --------------------- \| --------------------- \| --------------------------- \| --------------------- \| \| 1re \| Marta Bastianelli \| Italie \| Alé Cipollini \| 1 h 17 min 38 s \| \| 2e \| Katie Archibald \| Royaume-Uni \| Team WNT \| + 0 s \| \| 3e \| Gracie Elvin \| Australie \| Orica-Scott \| + 0 s \| \| 4e \| Christina Siggaard \| Danemark \| VéloCONCEPT Women \| + 0 s \| \| 5e \| Rasa Leleivytė \| Lituanie \| Aromitalia Vaiano \| + 0 s \| \| 6e \| Annemiek van Vleuten \| Pays-Bas \| Orica-Scott \| + 0 s \| \| 7e \| Eva Buurman \| Pays-Bas \| Parkhotel Valkenburg-Destil \| + 0 s \| \| 8e \| Ashleigh Moolman \| Afrique du Sud \| Cervélo Bigla \| + 0 s \| \| 9e \| Michela Balducci \| Italie \| Giusfredi-Bianchi \| + 0 s \| \| 10e \| Alicia González \| Espagne \| Lointek \| + 0 s \| |                      |                |                             |                 |
| |                      |                |                             |                 |
| Source : ProCyclingStats |                      |                |                             |                 |
| Classement de l'étape |                      |                |                             |                 |
| Coureuse | Coureuse             | Pays           | Équipe                      | Temps           |
| 1re | Marta Bastianelli    | Italie         | Alé Cipollini               | 1 h 17 min 38 s |
| 2e | Katie Archibald      | Royaume-Uni    | Team WNT                    | + 0 s           |
| 3e | Gracie Elvin         | Australie      | Orica-Scott                 | + 0 s           |
| 4e | Christina Siggaard   | Danemark       | VéloCONCEPT Women           | + 0 s           |
| 5e | Rasa Leleivytė       | Lituanie       | Aromitalia Vaiano           | + 0 s           |
| 6e | Annemiek van Vleuten | Pays-Bas       | Orica-Scott                 | + 0 s           |
| 7e | Eva Buurman          | Pays-Bas       | Parkhotel Valkenburg-Destil | + 0 s           |
| 8e | Ashleigh Moolman     | Afrique du Sud | Cervélo Bigla               | + 0 s           |
| 9e | Michela Balducci     | Italie         | Giusfredi-Bianchi           | + 0 s           |
| 10e | Alicia González      | Espagne        | Lointek                     | + 0 s           |

| \| Classement général \| Classement général \| Classement général \| Classement général \| Classement général \| \| Coureuse \| Coureuse \| Pays \| Équipe \| Temps \| \| ------------------ \| --------------------- \| ------------------ \| --------------------------- \| ------------------ \| \| 1re \| Marta Bastianelli \| Italie \| Alé Cipollini \| 1 h 17 min 28 s \| \| 2e \| Katie Archibald \| Royaume-Uni \| Team WNT \| + 4 s \| \| 3e \| Gracie Elvin \| Australie \| Orica-Scott \| + 6 s \| \| 4e \| Cecilie Uttrup Ludwig \| Danemark \| Cervélo Bigla \| + 7 s \| \| 5e \| Ashleigh Moolman \| Afrique du Sud \| Cervélo Bigla \| + 8 s \| \| 6e \| Ane Santesteban \| Espagne \| Alé Cipollini \| + 9 s \| \| 7e \| Christina Siggaard \| Danemark \| VéloCONCEPT Women \| + 10 s \| \| 8e \| Rasa Leleivytė \| Lituanie \| Aromitalia Vaiano \| + 10 s \| \| 9e \| Annemiek van Vleuten \| Pays-Bas \| Orica-Scott \| + 10 s \| \| 10e \| Eva Buurman \| Pays-Bas \| Parkhotel Valkenburg-Destil \| + 10 s \| |                       |                |                             |                 |
| |                       |                |                             |                 |
| Source : ProCyclingStats |                       |                |                             |                 |
| Classement général |                       |                |                             |                 |
| Coureuse | Coureuse              | Pays           | Équipe                      | Temps           |
| 1re | Marta Bastianelli     | Italie         | Alé Cipollini               | 1 h 17 min 28 s |
| 2e | Katie Archibald       | Royaume-Uni    | Team WNT                    | + 4 s           |
| 3e | Gracie Elvin          | Australie      | Orica-Scott                 | + 6 s           |
| 4e | Cecilie Uttrup Ludwig | Danemark       | Cervélo Bigla               | + 7 s           |
| 5e | Ashleigh Moolman      | Afrique du Sud | Cervélo Bigla               | + 8 s           |
| 6e | Ane Santesteban       | Espagne        | Alé Cipollini               | + 9 s           |
| 7e | Christina Siggaard    | Danemark       | VéloCONCEPT Women           | + 10 s          |
| 8e | Rasa Leleivytė        | Lituanie       | Aromitalia Vaiano           | + 10 s          |
| 9e | Annemiek van Vleuten  | Pays-Bas       | Orica-Scott                 | + 10 s          |
| 10e | Eva Buurman           | Pays-Bas       | Parkhotel Valkenburg-Destil | + 10 s          |

### 2eétape
La météo est pluvieuse durant cette deuxième étape. L'ascension du Milloi Gane marque le début des hostilités. Cecilie Uttrup Ludwig passe en tête avec Nikola Nosková. Charlotte Bravard s'échappe seule ensuite. Elle est plus tard rejointe par Soraya Paladin et Georgia Williams au kilomètre cinquante-et-un. Elles comptent environ une minute d'avance. Elles sont finalement reprises à quatre kilomètres de l'arrivée. Amanda Spratt part ensuite avec Ane Santesteban. Le sprint est montant et l'Australienne prend le dessus sur la Basque. Elle s'empare au passage du maillot blanc de leader du classement général.
| \| Classement de l'étape \| Classement de l'étape \| Classement de l'étape \| Classement de l'étape \| Classement de l'étape \| \| Coureuse \| Coureuse \| Pays \| Équipe \| Temps \| \| --------------------- \| --------------------- \| --------------------- \| --------------------------- \| --------------------- \| \| 1re \| Amanda Spratt \| Australie \| Orica-Scott \| 2 h 28 min 12 s \| \| 2e \| Ane Santesteban \| Espagne \| Alé Cipollini \| + 2 s \| \| 3e \| Marta Bastianelli \| Italie \| Alé Cipollini \| + 26 s \| \| 4e \| Gracie Elvin \| Australie \| Orica-Scott \| + 26 s \| \| 5e \| Eva Buurman \| Pays-Bas \| Parkhotel Valkenburg-Destil \| + 26 s \| \| 6e \| Katie Archibald \| Royaume-Uni \| Team WNT \| + 26 s \| \| 7e \| Ashleigh Moolman \| Afrique du Sud \| Cervélo Bigla \| + 26 s \| \| 8e \| Rasa Leleivytė \| Lituanie \| Aromitalia Vaiano \| + 26 s \| \| 9e \| Abigail Van Twisk \| Royaume-Uni \| Drops \| + 26 s \| \| 10e \| Hanna Solovey \| Ukraine \| Parkhotel Valkenburg-Destil \| + 26 s \| |                   |                |                             |                 |
| |                   |                |                             |                 |
| Source : ProCyclingStats |                   |                |                             |                 |
| Classement de l'étape |                   |                |                             |                 |
| Coureuse | Coureuse          | Pays           | Équipe                      | Temps           |
| 1re | Amanda Spratt     | Australie      | Orica-Scott                 | 2 h 28 min 12 s |
| 2e | Ane Santesteban   | Espagne        | Alé Cipollini               | + 2 s           |
| 3e | Marta Bastianelli | Italie         | Alé Cipollini               | + 26 s          |
| 4e | Gracie Elvin      | Australie      | Orica-Scott                 | + 26 s          |
| 5e | Eva Buurman       | Pays-Bas       | Parkhotel Valkenburg-Destil | + 26 s          |
| 6e | Katie Archibald   | Royaume-Uni    | Team WNT                    | + 26 s          |
| 7e | Ashleigh Moolman  | Afrique du Sud | Cervélo Bigla               | + 26 s          |
| 8e | Rasa Leleivytė    | Lituanie       | Aromitalia Vaiano           | + 26 s          |
| 9e | Abigail Van Twisk | Royaume-Uni    | Drops                       | + 26 s          |
| 10e | Hanna Solovey     | Ukraine        | Parkhotel Valkenburg-Destil | + 26 s          |

| \| Classement général \| Classement général \| Classement général \| Classement général \| Classement général \| \| Coureuse \| Coureuse \| Pays \| Équipe \| Temps \| \| ------------------ \| ------------------ \| ------------------ \| --------------------------- \| ------------------ \| \| 1re \| Amanda Spratt \| Australie \| Orica-Scott \| 3 h 45 min 40 s \| \| 2e \| Ane Santesteban \| Espagne \| Alé Cipollini \| + 5 s \| \| 3e \| Marta Bastianelli \| Italie \| Alé Cipollini \| + 22 s \| \| 4e \| Katie Archibald \| Royaume-Uni \| Team WNT \| + 28 s \| \| 5e \| Gracie Elvin \| Australie \| Orica-Scott \| + 32 s \| \| 6e \| Ashleigh Moolman \| Afrique du Sud \| Cervélo Bigla \| + 34 s \| \| 7e \| Soraya Paladin \| Italie \| Alé Cipollini \| + 35 s \| \| 8e \| Katrin Garfoot \| Australie \| Orica-Scott \| + 35 s \| \| 9e \| Eva Buurman \| Pays-Bas \| Parkhotel Valkenburg-Destil \| + 36 s \| \| 10e \| Rasa Leleivytė \| Lituanie \| Aromitalia Vaiano \| + 36 s \| |                   |                |                             |                 |
| |                   |                |                             |                 |
| Source : ProCyclingStats |                   |                |                             |                 |
| Classement général |                   |                |                             |                 |
| Coureuse | Coureuse          | Pays           | Équipe                      | Temps           |
| 1re | Amanda Spratt     | Australie      | Orica-Scott                 | 3 h 45 min 40 s |
| 2e | Ane Santesteban   | Espagne        | Alé Cipollini               | + 5 s           |
| 3e | Marta Bastianelli | Italie         | Alé Cipollini               | + 22 s          |
| 4e | Katie Archibald   | Royaume-Uni    | Team WNT                    | + 28 s          |
| 5e | Gracie Elvin      | Australie      | Orica-Scott                 | + 32 s          |
| 6e | Ashleigh Moolman  | Afrique du Sud | Cervélo Bigla               | + 34 s          |
| 7e | Soraya Paladin    | Italie         | Alé Cipollini               | + 35 s          |
| 8e | Katrin Garfoot    | Australie      | Orica-Scott                 | + 35 s          |
| 9e | Eva Buurman       | Pays-Bas       | Parkhotel Valkenburg-Destil | + 36 s          |
| 10e | Rasa Leleivytė    | Lituanie       | Aromitalia Vaiano           | + 36 s          |

### 3eétape
En début de course, Nicole Steigenga puis Aafke Soet s'échappent en vain. Olga Dobrynina est la première à obtenir un avantage conséquent. La difficile ascension de l'Alto de Deskarga met fin à son escapade. Ashleigh Moolman y accélère et compte trente secondes d'avance au sommet sur un groupe de poursuivantes emmené par Annemiek van Vleuten. Cette chasse porte ses fruits et la Sud-Africaine est rejointe. Pauliena Rooijakkers contre. Dans la Cota de Udana, Katrin Garfoot attaque et s'impose seule. Derrière, Soraya Paladin règle le peloton. Katrin Garfoot prend la tête du classement général.
| \| Classement de l'étape \| Classement de l'étape \| Classement de l'étape \| Classement de l'étape \| Classement de l'étape \| \| Coureuse \| Coureuse \| Pays \| Équipe \| Temps \| \| --------------------- \| --------------------- \| --------------------- \| ----------------------- \| --------------------- \| \| 1re \| Katrin Garfoot \| Australie \| Orica-Scott \| 2 h 01 min 04 s \| \| 2e \| Soraya Paladin \| Italie \| Alé Cipollini \| + 34 s \| \| 3e \| Annemiek van Vleuten \| Pays-Bas \| Orica-Scott \| + 34 s \| \| 4e \| Ashleigh Moolman \| Afrique du Sud \| Cervélo Bigla \| + 34 s \| \| 5e \| Amanda Spratt \| Australie \| Orica-Scott \| + 34 s \| \| 6e \| Nikola Nosková \| Tchéquie \| BePink Cogeas \| + 34 s \| \| 7e \| Ann-Sophie Duyck \| Belgique \| Drops \| + 34 s \| \| 8e \| Susanna Zorzi \| Italie \| Drops \| + 34 s \| \| 9e \| Elise Maes \| Luxembourg \| Team WNT \| + 34 s \| \| 10e \| Asja Paladin \| Italie \| Top Girls Fassa Bortolo \| + 34 s \| |                      |                |                         |                 |
| |                      |                |                         |                 |
| Source : ProCyclingStats |                      |                |                         |                 |
| Classement de l'étape |                      |                |                         |                 |
| Coureuse | Coureuse             | Pays           | Équipe                  | Temps           |
| 1re | Katrin Garfoot       | Australie      | Orica-Scott             | 2 h 01 min 04 s |
| 2e | Soraya Paladin       | Italie         | Alé Cipollini           | + 34 s          |
| 3e | Annemiek van Vleuten | Pays-Bas       | Orica-Scott             | + 34 s          |
| 4e | Ashleigh Moolman     | Afrique du Sud | Cervélo Bigla           | + 34 s          |
| 5e | Amanda Spratt        | Australie      | Orica-Scott             | + 34 s          |
| 6e | Nikola Nosková       | Tchéquie       | BePink Cogeas           | + 34 s          |
| 7e | Ann-Sophie Duyck     | Belgique       | Drops                   | + 34 s          |
| 8e | Susanna Zorzi        | Italie         | Drops                   | + 34 s          |
| 9e | Elise Maes           | Luxembourg     | Team WNT                | + 34 s          |
| 10e | Asja Paladin         | Italie         | Top Girls Fassa Bortolo | + 34 s          |

| \| Classement général \| Classement général \| Classement général \| Classement général \| Classement général \| \| Coureuse \| Coureuse \| Pays \| Équipe \| Temps \| \| ------------------ \| --------------------- \| ------------------ \| --------------------------- \| ------------------ \| \| 1re \| Katrin Garfoot \| Australie \| Orica-Scott \| 5 h 47 min 06 s \| \| 2e \| Amanda Spratt \| Australie \| Orica-Scott \| + 12 s \| \| 3e \| Ane Santesteban \| Espagne \| Alé Cipollini \| + 17 s \| \| 4e \| Soraya Paladin \| Italie \| Alé Cipollini \| + 40 s \| \| 5e \| Ashleigh Moolman \| Afrique du Sud \| Cervélo Bigla \| + 44 s \| \| 6e \| Annemiek van Vleuten \| Pays-Bas \| Orica-Scott \| + 44 s \| \| 7e \| Nikola Nosková \| Tchéquie \| BePink Cogeas \| + 47 s \| \| 8e \| Hanna Solovey \| Ukraine \| Parkhotel Valkenburg-Destil \| + 48 s \| \| 9e \| Cecilie Uttrup Ludwig \| Danemark \| Cervélo Bigla \| + 50 s \| \| 10e \| Elise Maes \| Luxembourg \| Team WNT \| + 53 s \| |                       |                |                             |                 |
| |                       |                |                             |                 |
| Source : ProCyclingStats |                       |                |                             |                 |
| Classement général |                       |                |                             |                 |
| Coureuse | Coureuse              | Pays           | Équipe                      | Temps           |
| 1re | Katrin Garfoot        | Australie      | Orica-Scott                 | 5 h 47 min 06 s |
| 2e | Amanda Spratt         | Australie      | Orica-Scott                 | + 12 s          |
| 3e | Ane Santesteban       | Espagne        | Alé Cipollini               | + 17 s          |
| 4e | Soraya Paladin        | Italie         | Alé Cipollini               | + 40 s          |
| 5e | Ashleigh Moolman      | Afrique du Sud | Cervélo Bigla               | + 44 s          |
| 6e | Annemiek van Vleuten  | Pays-Bas       | Orica-Scott                 | + 44 s          |
| 7e | Nikola Nosková        | Tchéquie       | BePink Cogeas               | + 47 s          |
| 8e | Hanna Solovey         | Ukraine        | Parkhotel Valkenburg-Destil | + 48 s          |
| 9e | Cecilie Uttrup Ludwig | Danemark       | Cervélo Bigla               | + 50 s          |
| 10e | Elise Maes            | Luxembourg     | Team WNT                    | + 53 s          |

### 4eétape
Le premier sprint intermédiaire est remporté par Marta Bastianelli devant Katie Archibald. Esther van Veen et Doris Schweizer lance une échappée dans l'ascension de l'Alto de Zuarrarrate. Elles sont néanmoins reprises au pied de la montée finale du jour vers le Sanctuaire de San Migel d'Aralar. La formation Orica-AIS imprime un rythme élevé. Dans le dernier kilomètre, elles ne sont plus que huit en tête. Nikola Nosková et Ashleigh Moolman attaquent et sont suivies par Annemiek van Vleuten. Cette dernière est la plus rapide au sprint et s'impose.
| \| Classement de l'étape \| Classement de l'étape \| Classement de l'étape \| Classement de l'étape \| Classement de l'étape \| \| Coureuse \| Coureuse \| Pays \| Équipe \| Temps \| \| --------------------- \| --------------------- \| --------------------- \| ---------------------------------- \| --------------------- \| \| 1re \| Annemiek van Vleuten \| Pays-Bas \| Orica-Scott \| 1 h 50 min 47 s \| \| 2e \| Nikola Nosková \| Tchéquie \| BePink Cogeas \| + 0 s \| \| 3e \| Ashleigh Moolman \| Afrique du Sud \| Cervélo Bigla \| + 0 s \| \| 4e \| Pauliena Rooijakkers \| Pays-Bas \| Parkhotel Valkenburg-Destil \| + 6 s \| \| 5e \| Cecilie Uttrup Ludwig \| Danemark \| Cervélo Bigla \| + 6 s \| \| 6e \| Hayley Simmonds \| Royaume-Uni \| Team WNT \| + 6 s \| \| 7e \| Eider Merino \| Espagne \| Lointek \| + 6 s \| \| 8e \| Katrin Garfoot \| Australie \| Orica-Scott \| + 6 s \| \| 9e \| Shara Gillow \| Australie \| FDJ-Nouvelle Aquitaine-Futuroscope \| + 24 s \| \| 10e \| Hanna Solovey \| Ukraine \| Parkhotel Valkenburg-Destil \| + 24 s \| |                       |                |                                    |                 |
| |                       |                |                                    |                 |
| Source : ProCyclingStats |                       |                |                                    |                 |
| Classement de l'étape |                       |                |                                    |                 |
| Coureuse | Coureuse              | Pays           | Équipe                             | Temps           |
| 1re | Annemiek van Vleuten  | Pays-Bas       | Orica-Scott                        | 1 h 50 min 47 s |
| 2e | Nikola Nosková        | Tchéquie       | BePink Cogeas                      | + 0 s           |
| 3e | Ashleigh Moolman      | Afrique du Sud | Cervélo Bigla                      | + 0 s           |
| 4e | Pauliena Rooijakkers  | Pays-Bas       | Parkhotel Valkenburg-Destil        | + 6 s           |
| 5e | Cecilie Uttrup Ludwig | Danemark       | Cervélo Bigla                      | + 6 s           |
| 6e | Hayley Simmonds       | Royaume-Uni    | Team WNT                           | + 6 s           |
| 7e | Eider Merino          | Espagne        | Lointek                            | + 6 s           |
| 8e | Katrin Garfoot        | Australie      | Orica-Scott                        | + 6 s           |
| 9e | Shara Gillow          | Australie      | FDJ-Nouvelle Aquitaine-Futuroscope | + 24 s          |
| 10e | Hanna Solovey         | Ukraine        | Parkhotel Valkenburg-Destil        | + 24 s          |

| \| Classement général \| Classement général \| Classement général \| Classement général \| Classement général \| \| Coureuse \| Coureuse \| Pays \| Équipe \| Temps \| \| ------------------ \| --------------------- \| ------------------ \| --------------------------- \| ------------------ \| \| 1re \| Katrin Garfoot \| Australie \| Orica-Scott \| 7 h 37 min 59 s \| \| 2e \| Annemiek van Vleuten \| Pays-Bas \| Orica-Scott \| + 28 s \| \| 3e \| Amanda Spratt \| Australie \| Orica-Scott \| + 30 s \| \| 4e \| Ashleigh Moolman \| Afrique du Sud \| Cervélo Bigla \| + 34 s \| \| 5e \| Nikola Nosková \| Tchéquie \| BePink Cogeas \| + 35 s \| \| 6e \| Ane Santesteban \| Espagne \| Alé Cipollini \| + 35 s \| \| 7e \| Cecilie Uttrup Ludwig \| Danemark \| Cervélo Bigla \| + 50 s \| \| 8e \| Eider Merino \| Espagne \| Lointek \| + 53 s \| \| 9e \| Hayley Simmonds \| Royaume-Uni \| Team WNT \| + 1 min 00 s \| \| 10e \| Pauliena Rooijakkers \| Pays-Bas \| Parkhotel Valkenburg-Destil \| + 1 min 00 s \| |                       |                |                             |                 |
| |                       |                |                             |                 |
| Source : ProCyclingStats |                       |                |                             |                 |
| Classement général |                       |                |                             |                 |
| Coureuse | Coureuse              | Pays           | Équipe                      | Temps           |
| 1re | Katrin Garfoot        | Australie      | Orica-Scott                 | 7 h 37 min 59 s |
| 2e | Annemiek van Vleuten  | Pays-Bas       | Orica-Scott                 | + 28 s          |
| 3e | Amanda Spratt         | Australie      | Orica-Scott                 | + 30 s          |
| 4e | Ashleigh Moolman      | Afrique du Sud | Cervélo Bigla               | + 34 s          |
| 5e | Nikola Nosková        | Tchéquie       | BePink Cogeas               | + 35 s          |
| 6e | Ane Santesteban       | Espagne        | Alé Cipollini               | + 35 s          |
| 7e | Cecilie Uttrup Ludwig | Danemark       | Cervélo Bigla               | + 50 s          |
| 8e | Eider Merino          | Espagne        | Lointek                     | + 53 s          |
| 9e | Hayley Simmonds       | Royaume-Uni    | Team WNT                    | + 1 min 00 s    |
| 10e | Pauliena Rooijakkers  | Pays-Bas       | Parkhotel Valkenburg-Destil | + 1 min 00 s    |

### 5eétape
Dans l'Alto de Arkale, Margarita Syrodoeva et Annabelle Dreville partent en échappée. Elles arrivent en tête au pied de l'Alto de Jaizkibel. L'équipe Cervélo-Bigla mène un train rapide. Peu après, Ashleigh Moolman attaque. Annemiek van Vleuten part à sa poursuite avec Eider Merino. Katrin Garfoot en fait de même plus loin. Ashleigh Moolman atteint le sommet avec trente-deux secondes d'avance. Elle résiste au retour d'Annemiek van Vleuten dans la descente, qui termine seulement treize secondes derrière la Sud-Africaine, mais ne parvient pas à sauver la première place au classement général pour l'équipe Orica-Scott.
| \| Classement de l'étape \| Classement de l'étape \| Classement de l'étape \| Classement de l'étape \| Classement de l'étape \| \| Coureuse \| Coureuse \| Pays \| Équipe \| Temps \| \| --------------------- \| --------------------- \| --------------------- \| ---------------------------------- \| --------------------- \| \| 1re \| Ashleigh Moolman \| Afrique du Sud \| Cervélo Bigla \| 2 h 32 min 33 s \| \| 2e \| Annemiek van Vleuten \| Pays-Bas \| Orica-Scott \| + 13 s \| \| 3e \| Katrin Garfoot \| Australie \| Orica-Scott \| + 38 s \| \| 4e \| Eider Merino \| Espagne \| Lointek \| + 50 s \| \| 5e \| Ann-Sophie Duyck \| Belgique \| Drops \| + 1 min 21 s \| \| 6e \| Cecilie Uttrup Ludwig \| Danemark \| Cervélo Bigla \| + 1 min 32 s \| \| 7e \| Amanda Spratt \| Australie \| Orica-Scott \| + 1 min 32 s \| \| 8e \| Nikola Nosková \| Tchéquie \| BePink Cogeas \| + 1 min 32 s \| \| 9e \| Shara Gillow \| Australie \| FDJ-Nouvelle Aquitaine-Futuroscope \| + 1 min 32 s \| \| 10e \| Pauliena Rooijakkers \| Pays-Bas \| Parkhotel Valkenburg-Destil \| + 1 min 41 s \| |                       |                |                                    |                 |
| |                       |                |                                    |                 |
| Source : ProCyclingStats |                       |                |                                    |                 |
| Classement de l'étape |                       |                |                                    |                 |
| Coureuse | Coureuse              | Pays           | Équipe                             | Temps           |
| 1re | Ashleigh Moolman      | Afrique du Sud | Cervélo Bigla                      | 2 h 32 min 33 s |
| 2e | Annemiek van Vleuten  | Pays-Bas       | Orica-Scott                        | + 13 s          |
| 3e | Katrin Garfoot        | Australie      | Orica-Scott                        | + 38 s          |
| 4e | Eider Merino          | Espagne        | Lointek                            | + 50 s          |
| 5e | Ann-Sophie Duyck      | Belgique       | Drops                              | + 1 min 21 s    |
| 6e | Cecilie Uttrup Ludwig | Danemark       | Cervélo Bigla                      | + 1 min 32 s    |
| 7e | Amanda Spratt         | Australie      | Orica-Scott                        | + 1 min 32 s    |
| 8e | Nikola Nosková        | Tchéquie       | BePink Cogeas                      | + 1 min 32 s    |
| 9e | Shara Gillow          | Australie      | FDJ-Nouvelle Aquitaine-Futuroscope | + 1 min 32 s    |
| 10e | Pauliena Rooijakkers  | Pays-Bas       | Parkhotel Valkenburg-Destil        | + 1 min 41 s    |

## Classements finals

### Classement général final
| \| Classement général \| Classement général \| Classement général \| Classement général \| Classement général \| \| Coureuse \| Coureuse \| Pays \| Équipe \| Temps \| \| ------------------ \| --------------------- \| ------------------ \| --------------------------- \| ------------------ \| \| 1re \| Ashleigh Moolman \| Afrique du Sud \| Cervélo Bigla \| 10 h 10 min 54 s \| \| 2e \| Annemiek van Vleuten \| Pays-Bas \| Orica-Scott \| + 10 s \| \| 3e \| Katrin Garfoot \| Australie \| Orica-Scott \| + 12 s \| \| 4e \| Eider Merino \| Espagne \| Lointek \| + 1 min 21 s \| \| 5e \| Amanda Spratt \| Australie \| Orica-Scott \| + 1 min 40 s \| \| 6e \| Nikola Nosková \| Tchéquie \| BePink Cogeas \| + 1 min 43 s \| \| 7e \| Cecilie Uttrup Ludwig \| Danemark \| Cervélo Bigla \| + 2 min 00 s \| \| 8e \| Ann-Sophie Duyck \| Belgique \| Drops \| + 2 min 10 s \| \| 9e \| Hayley Simmonds \| Royaume-Uni \| Team WNT \| + 2 min 19 s \| \| 10e \| Pauliena Rooijakkers \| Pays-Bas \| Parkhotel Valkenburg-Destil \| + 2 min 19 s \| |                       |                |                             |                  |
| |                       |                |                             |                  |
| Source : ProCyclingStats |                       |                |                             |                  |
| Classement général |                       |                |                             |                  |
| Coureuse | Coureuse              | Pays           | Équipe                      | Temps            |
| 1re | Ashleigh Moolman      | Afrique du Sud | Cervélo Bigla               | 10 h 10 min 54 s |
| 2e | Annemiek van Vleuten  | Pays-Bas       | Orica-Scott                 | + 10 s           |
| 3e | Katrin Garfoot        | Australie      | Orica-Scott                 | + 12 s           |
| 4e | Eider Merino          | Espagne        | Lointek                     | + 1 min 21 s     |
| 5e | Amanda Spratt         | Australie      | Orica-Scott                 | + 1 min 40 s     |
| 6e | Nikola Nosková        | Tchéquie       | BePink Cogeas               | + 1 min 43 s     |
| 7e | Cecilie Uttrup Ludwig | Danemark       | Cervélo Bigla               | + 2 min 00 s     |
| 8e | Ann-Sophie Duyck      | Belgique       | Drops                       | + 2 min 10 s     |
| 9e | Hayley Simmonds       | Royaume-Uni    | Team WNT                    | + 2 min 19 s     |
| 10e | Pauliena Rooijakkers  | Pays-Bas       | Parkhotel Valkenburg-Destil | + 2 min 19 s     |

### Points UCI
| Position,          | 1er | 2e | 3e | 4e | 5e | 6e | 7e | 8e | 9e | 10e | 11e | 12e | 13e | 14e | 15e | 16e | 17e | 18e |  |
| Classement général | 80  | 60 | 45 | 35 | 30 | 25 | 21 | 18 | 15 | 12  | 10  | 8   | 6   | 5   | 4   | 3   | 2   | 1   |  |
| Par étape          | 16  | 12 | 8  | 6  | 5  | 4  | 3  | 2  |    |     |     |     |     |     |     |     |     |     |  |
| Leader, par étape  | 4   |    |    |    |    |    |    |    |    |     |     |     |     |     |     |     |     |     |  |

### Classements annexes

#### Classement par points
| Classement par points | Classement par points | Classement par points | Classement par points | Classement par points |
| Coureuse              | Coureuse              | Pays                  | Équipe                | Points                |
| --------------------- | --------------------- | --------------------- | --------------------- | --------------------- |
| 1re                   | Ashleigh Moolman      | Afrique du Sud        | Cervélo Bigla         | 77 pts                |
| 2e                    | Annemiek van Vleuten  | Pays-Bas              | Orica-Scott           | 76 pts                |
| 3e                    | Katrin Garfoot        | Australie             | Orica-Scott           | 50 pts                |

#### Classement de la montagne
| Classement de la montagne | Classement de la montagne | Classement de la montagne | Classement de la montagne | Classement de la montagne |
| ------------------------- | ------------------------- | ------------------------- | ------------------------- | ------------------------- |
|                           | Coureur                   | Pays                      | Équipe                    | Point(s)                  |
| 1er                       | Ashleigh Moolman          | Afrique du Sud            | Cervélo Bigla             | 27 points                 |
| 2e                        | Annemiek van Vleuten      | Pays-Bas                  | Orica-Scott               | 25 pts                    |
| 3e                        | Nikola Nosková            | Tchéquie                  | Bepink                    | 11 pts                    |
| modifier                  |                           |                           |                           |                           |

#### Classement de la meilleure jeune
| Classement de la meilleure jeune | Classement de la meilleure jeune | Classement de la meilleure jeune | Classement de la meilleure jeune | Classement de la meilleure jeune |
|                                  | Coureur                          | Pays                             | Équipe                           | Temps                            |
| -------------------------------- | -------------------------------- | -------------------------------- | -------------------------------- | -------------------------------- |
| 1er                              | Nikola Nosková                   | Tchéquie                         | Bepink                           | en 10 h 12 min 37 s              |
| 2e                               | Cecilie Uttrup Ludwig            | Danemark                         | Cervélo Bigla                    | +17 s                            |
| 3e                               | Polina Kirillova                 | Russie                           |                                  | +2 min 51 s                      |
| modifier                         |                                  |                                  |                                  |                                  |

#### Classement par équipes
| Classement par équipes | Classement par équipes                   | Classement par équipes | Classement par équipes |
| Équipe                 | Équipe                                   | Pays                   | Temps                  |
| ---------------------- | ---------------------------------------- | ---------------------- | ---------------------- |
| 1re                    | Orica-Scott                              | Australie              | 30 h 35 min 35 s       |
| 2e                     | Cervélo Bigla                            | Allemagne              | + 8 min 47 s           |
| 3e                     | Parkhotel Valkenburg-Destil Cycling Team | Pays-Bas               | + 9 min 15 s           |

## Liste des participantes
| Légende                          | Légende | Légende                                | Légende                                                                                              |
| -------------------------------- | --- | -------------------------------------- | --- |
| Num                              | Dossard de départ porté par la coureuse sur ce Emakumeen Euskal Bira                                            | Pos                                    | Position finale au classement général                                                                |
| Leader du classement général     | Indique la vainqueur du classement général                                                                      | Leader du classement de la montagne    | Indique la vainqueur du classement de la montagne                                                    |
| Leader du classement des sprints | Indique la vainqueur du classement des sprints                                                                  | Leader du classement du meilleur jeune | Indique la vainqueur du classement de la meilleure jeune                                             |
|                                  | Indique un maillot de champion national ou mondial, suivi de sa spécialité                                      | #                                      | Indique la meilleure équipe                                                                          |
| NP                               | Indique une coureuse qui n'a pas pris le départ d'une étape, suivi du numéro de l'étape où elle s'est retirée   | AB                                     | Indique une coureuse qui n'a pas terminé une étape, suivi du numéro de l'étape où elle s'est retirée |
| HD                               | Indique un coureuse qui a terminé une étape hors des délais, suivi du numéro de l'étape                         | DSQ                                    | Indique un coureur qui a été disqualifié de la course, suivi du numéro de l'étape                    |
| *                                | Indique un coureuse en lice pour le classement de la meilleure jeune (coureuses nées après le 1er janvier 1995) |                                        | |

## Organisation et règlement

### Organisation
La course est organisée par Iurretako Emakumeen Bira Ziklismo Kirol Elkartea. Elle est dirigée par Agustín Ruiz Larringan et Jabier Agirre.

### Règlement de la course

#### Délais
Lors d'une course cycliste, les coureurs sont tenus d'arriver dans un laps de temps imparti à la suite du premier pour pouvoir être classés. Les délais prévus sont de 10 % pour la première étape, 15 % pour la deuxième et troisième étapes et  20 % pour les deux dernières. La règle des trois kilomètres s'applique conformément au règlement UCI sauf sur les troisièmes et quatrièmes étapes qui sont considérées se terminer en côte.

#### Classements et bonifications
Le classement général individuel au temps est calculé par le cumul des temps enregistrés dans chacune des étapes parcourues. Des bonifications et d'éventuelles pénalisations sont incluses dans le calcul du classement. Le coureur qui est premier de ce classement est porteur du maillot blanc. En cas d'égalité au temps, les centièmes de secondes du prologue sont pris en considération.
Des bonifications sont attribuées dans cette épreuve. L'arrivée des étapes des bonifications (d'après le classement de la première étape, 10, 6 et 4 secondes aux trois premières).

##### Classement par points
Le maillot orange, récompense le classement par points. Celui-ci se calcule selon le classement lors des arrivées d'étape.
Les étapes en ligne et le prologue attribuent aux quinze premières des points selon le décompte suivant : 25, 20, 16, 14, 12, 11, 9, 8, 7, 6, 5, 4, 3, 2 et 1 points. En cas d'égalité, les coureurs sont prioritairement départagés par le nombre de victoires d'étapes. Si l'égalité persiste, la place obtenue au classement général entrent en compte. Pour être classé, un coureur doit avoir terminé la course dans les délais.

##### Classement de la montagne
Le maillot blanc à pois rouge, récompense le classement de la montagne. Les monts de première catégorie attribuent 10, 8, 6, 4 et 2 points aux cinq premières. Ceux de deuxième catégorie attribuent 6, 4, 2 et 1 points enfin ceux de troisième catégorie 3, 2 et 1 points aux trois premières. En cas d'égalité, le nombre de première places sur les grand prix des monts sont décomptés. Si l'égalité persiste, la place obtenue au classement général entrent en compte.

##### Classement des sprints
Le maillot bleu, récompense le classement des sprints. Celui-ci se calcule selon le classement lors de sprints intermédiaires. Les trois premiers coureurs des sprints intermédiaires reçoivent respectivement 5, 3 et un point. En cas d'égalité, celle qui a gagné le plus de sprints s'impose. En cas de nouvelle égalité, le classement général sert à départager.

##### Classement de la meilleure jeune
Le classement de la meilleure jeune ne concerne qu'une certaine catégorie de coureuses, celles étant âgées de moins de 23 ans. C'est-à-dire aux coureuses nées après le 1er janvier 1995. Ce classement, basé sur le classement général, attribue au premier un maillot rose.

##### Classement de la meilleure Basque
Le classement de la meilleure Basque ne concerne qu'une certaine catégorie de coureuses, celles basques. Ce classement, basé sur le classement général, attribue au premier un maillot vert.

#### Primes
Les étapes en ligne, permettent de remporter les primes suivantes:
| Position | 1er   | 2e    | 3e    | 4e    | 5e    | 6e    | 7e    | 8e    | 9e    | 10e   |
| Prix     | 450 € | 350 € | 250 € | 180 € | 150 € | 125 € | 120 € | 115 € | 110 € | 100 € |

En sus, les coureuses placées de la 11e à la 15e place gagnent 70 €.
Le classement général final attribue les sommes suivantes :
| Position | 1er     | 2e      | 3e    | 4e    | 5e    | 6e    | 7e    | 8e    | 9e    | 10e   |
| Prix     | 1 200 € | 1 000 € | 800 € | 500 € | 400 € | 300 € | 250 € | 225 € | 200 € | 125 € |

En sus, les coureuses placées de la 11e à la 15e place gagnent 100 €.

#### Prix
Par ailleurs des prix sont distribués. Le classement par équipes rapporte 800, 500 et 300 € aux trois premières. Le classement général donne en sus des primes précédentes 300, 250 et 200 € aux trois premières. Le même barème s'applique au classement par points, à celui de la montagne, à celui des sprints et à celui de la meilleure Basque. Le classement de la meilleure jeune attribuent 500, 400 et 300 €. Le prix Joane Somarriba offert en fin d'épreuve est de 200 €. Enfin, le prix de la combativité rapporte 50 € sur chaque étape.